# Skorpions-Kronwicke
Die Skorpions-Kronwicke (Coronilla scorpioides), auch Skorpionskraut genannt, ist eine Pflanzenart aus der Gattung der Kronwicken (Coronilla) innerhalb der Familie der Hülsenfrüchtler (Fabaceae). Der Trivialname Skorpions-Kronwicke rührt von der Ähnlichkeit der gekrümmten und gegliederten Hülsenfrüchten her, die einem Skorpion ähnlich sehen.

## Beschreibung

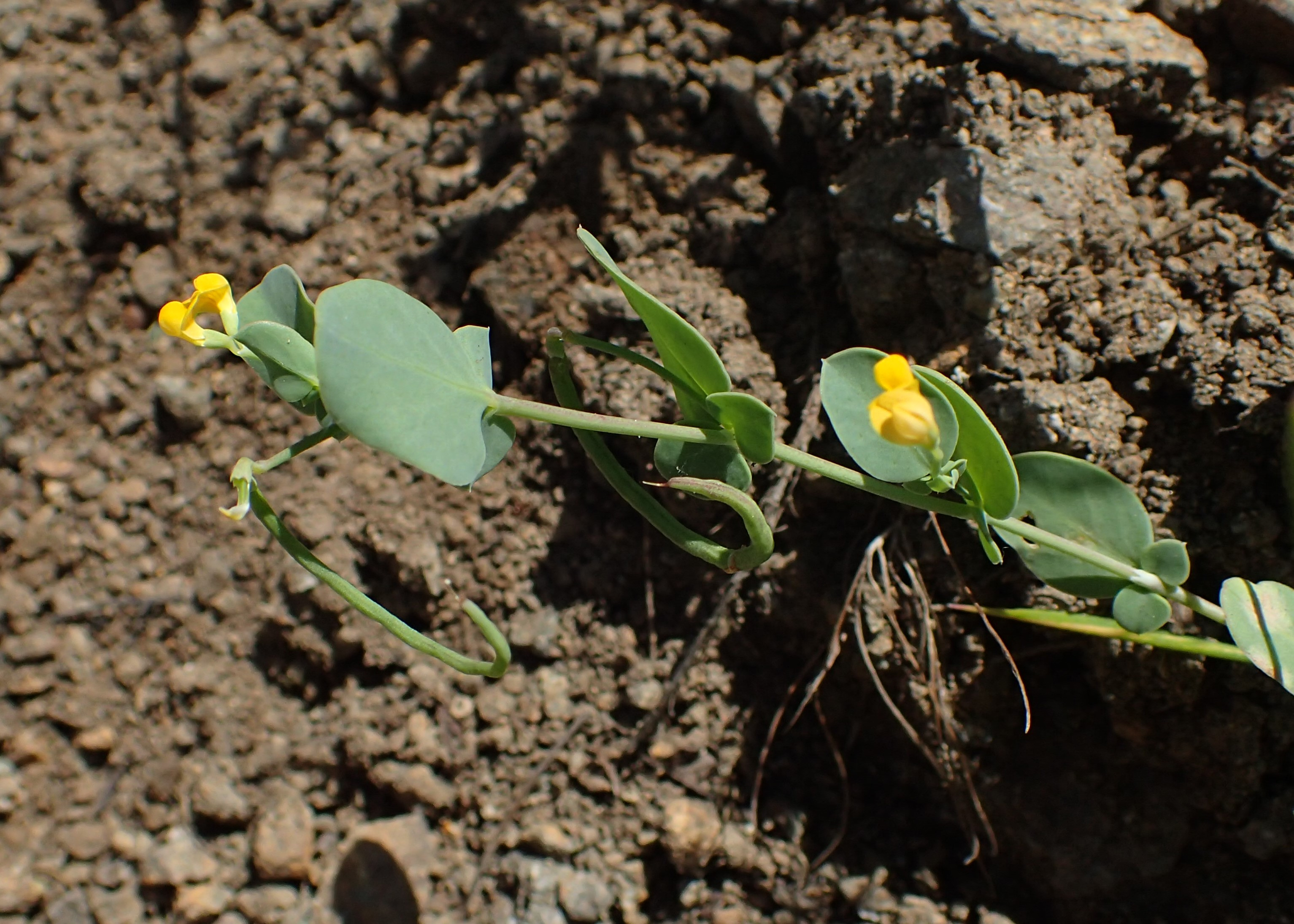
Habitus

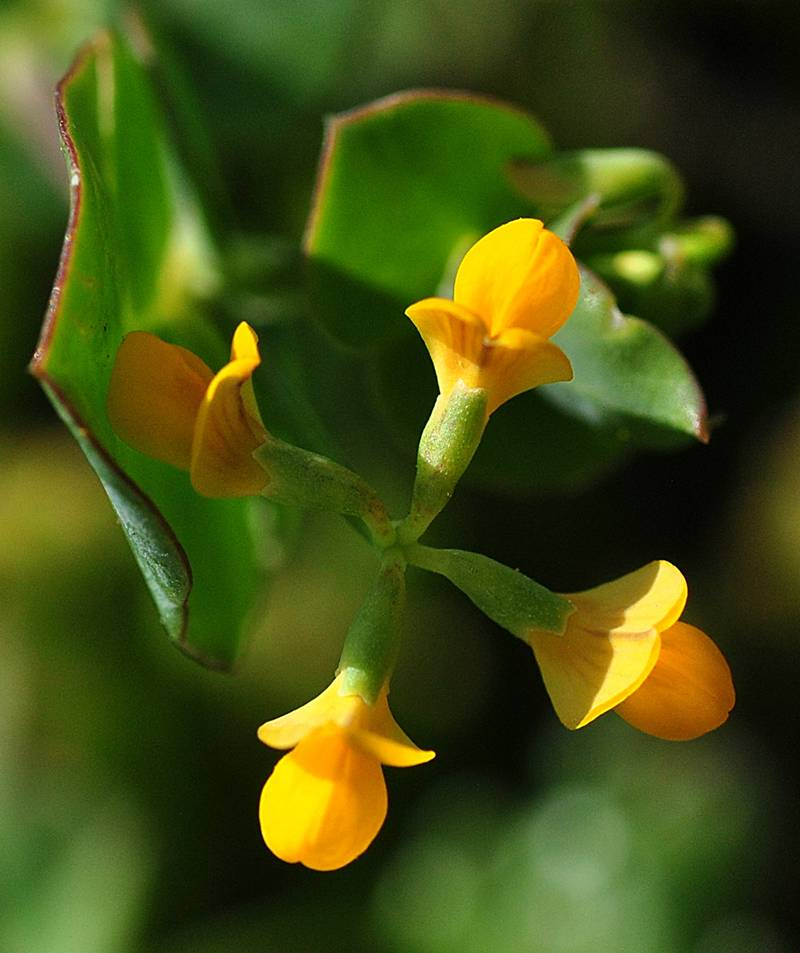
Blütenstand von oben mit zygomorphen Blüten

### Vegetative Merkmale
Die Skorpions-Kronwicke ist eine einjährige krautige Pflanze, die Wuchshöhen von 10 bis 40 Zentimetern erreicht. Die oberirdischen Pflanzenteile sind bläulich-grün und kahl.
Die wechselständig angeordneten Laubblätter sind sitzend und etwas fleischig. Nur die unteren Laubblätter sind einfach, die übrigen sind dreiteilig unpaarig gefiedert. Das Endblättchen ist bei einer Länge von 1 bis 4 Zentimetern viel größer als die beiden leicht nierenförmigen seitlichen Blättchen. Die eiförmigen bis verkehrt-eiförmigen oder elliptischen, leicht fleischigen Blättchen sind fast sitzend und ganzrandig.

### Generative Merkmale
Die Blütezeit reicht von März bis  Juni. Der Blütenstandsschaft ist mit einer Länge von 18 bis 42 Millimetern so lang wie das darunter liegende Blatt. Der zylindrische, doldenartiger Blütenstand enthält nur zwei bis drei, selten bis zu fünf Blüten. Das Deckblatt ist bis zu 0,6 Millimeter lang und fällt früh ab. Der Blütenstiel ist mit einer Länge von 0,5 bis 1,5 Millimetern viel kürzer als der Blütenkelch.
Die relativ kleinen, zwittrigen Blüten sind zygomorph und fünfzählig mit doppelter Blütenhülle. Die fünf blaugrünen Kelchblätter sind zu einem 1,5 bis 2,5, selten bis zu 2,7 Millimeter langen, zweilippigen Blütenkelch verwachsen. Die Kelchoberlippe ist mit einer Länge von 0,4 bis 0,5 Millimetern viel länger als die -unterlippe. Die Kelchunterlippe besitzt Kelchzähne mit einer Länge vom etwa 0,2 Millimetern sowie einer Breite von 0,8 Millimetern. Die fünf gelben Kronblätter weisen die Form einer Schmetterlingsblüte auf und die Blütenkrone ist 4 bis 8 Millimeter lang. Die Fahne ist meist 4,5 bis 5,5 (3,5 bis 6) Millimeter lang und 2 bis 3 Millimeter breit. Die Flügel sind bei einer Länge von 4 bis 5, selten bis zu 6 Millimetern sowie einer Breite von 2 bis 2,5 Millimetern etwas kürzer als die Fahne und etwas länger als das Schiffchen. Das Schiffchen bei einer Länge von 4 bis 5 Millimetern sowie einer Breite von  0,7 bis 1 Millimetern gebogen. Der Griffel ist 1,8 bis 2,1 Millimeter lang.
Die schlanke und kahle, geschnäbelte Hülsenfrucht, mit beständigem Kelch, ist meist stark gekrümmt und 2 bis 6 Zentimeter lang mit vier bis sechs stumpfen Kanten. Die Bruchfrucht (Gliederhülse) ist in zwei bis zehn Segmente gegliedert, die sich nicht öffnen und jeweils nur einen Samen enthalten. Die braunen oder gelblichen Samen weisen eine Länge von 1 bis 1,1 Millimetern sowie einen Durchmesser von 3 bis 3,8 Millimetern auf.
Die Chromosomengrundzahl beträgt x = 6; es liegt Diploidie mit einer Chromosomenzahl von 2n = 12 vor.

## Ähnliche Arten
Ähnlich Coronilla scorpioides ist Coronilla repanda (Poir.) Guss. Bei ihr haben aber die oberen Blätter fünf bis sieben fast gleich große Fiederblättchen und die Glieder der Hülsenfrucht sind deutlich gebogen. Sie kommt hauptsächlich im südlichen Mittelmeerraum vor.

## Vorkommen
Coronilla scorpioides kommt in Nordafrika, in Äthiopien, in Südeuropa, in der Ukraine, in Westasien und im Kaukasusraum vor.
Die Skorpions-Kronwicke wächst im Mittelmeerraum in Kulturland, Brachland und in der Garigue.

## Taxonomie
Die Erstveröffentlichung erfolgte 1753 unter dem Namen (Basionym) Ornithopus scorpioides durch Carl von Linné in Species Plantarum, Band 2 Seite 744. Die Neukombination zu Coronilla scorpioides (L.) W.D.J. Koch wurde 1835 durch Wilhelm Daniel Joseph Koch in Synopsis Florae Germanicae et Helveticae, 2. Auflage, Seite 188 veröffentlicht. Weitere Synonyme für Coronilla scorpioides (L.) W.D.J.Koch sind Arthrolobium scorpioides (L.) DC., Arthrolobium tauricum Kalen., Astrolobium scorpioides (L.) DC.

## Nutzung
Im 16. und 17. Jahrhundert wurde die Skorpions-Kronwicke in Deutschland in Gärten kultiviert. Ein aus Skorpions-Kronwicke hergestelltes Pflaster sollte Skorpionsstiche heilen.